# Monocentrus fascipennis
Monocentrus fascipennis är en insektsart som beskrevs av Capener 1972. Monocentrus fascipennis ingår i släktet Monocentrus och familjen hornstritar. Inga underarter finns listade i Catalogue of Life.